# 칵테일

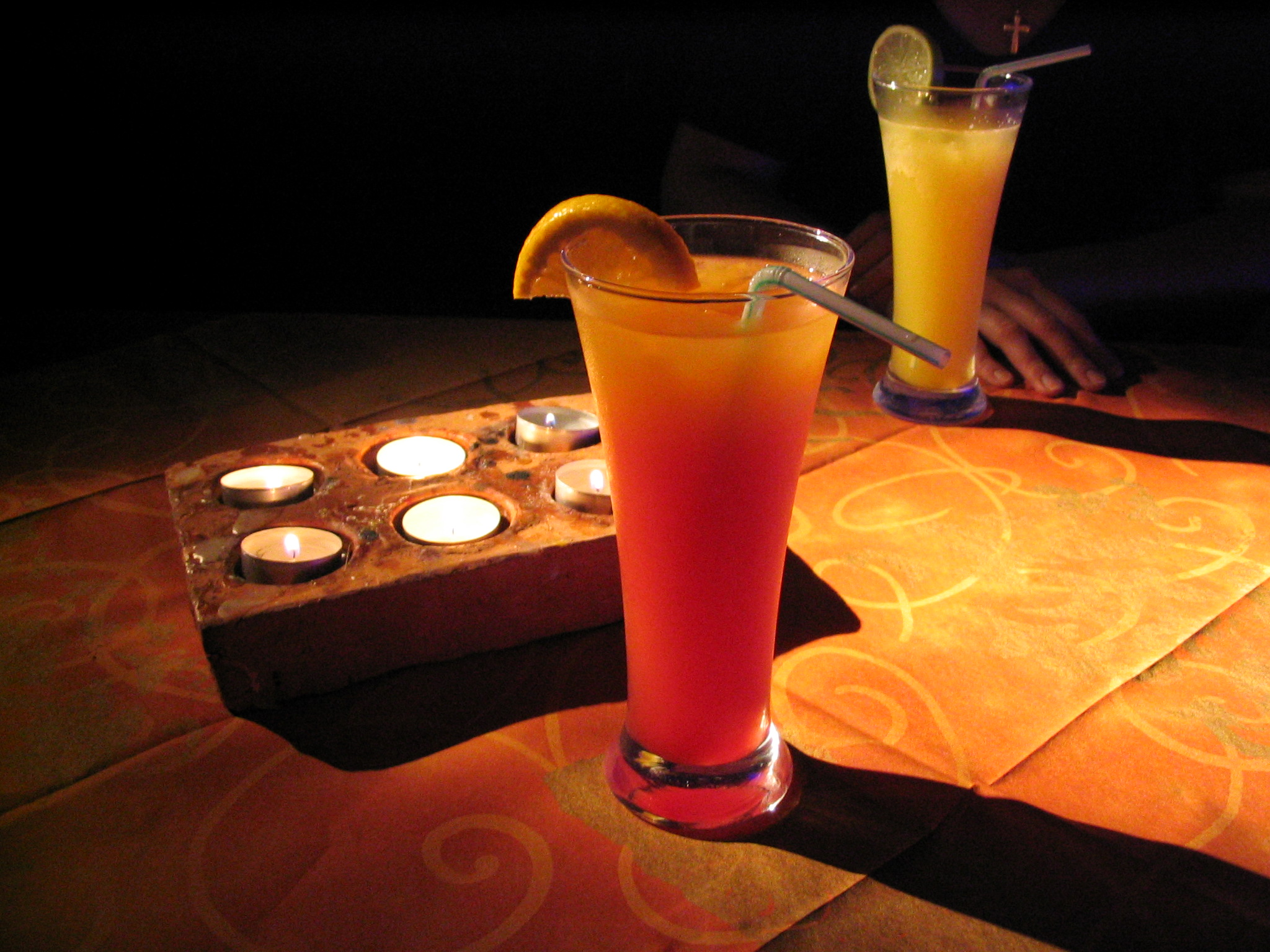

칵테일(영어: cocktail)은 술과 여러 종류의 음료, 첨가물 등을 섞어 만든 혼합주를 일컫는다. 다만, 무알콜 칵테일도 있으며 이들은 목테일(Mocktail, Mock과 Cocktail의 합성어)이라고 부른다. 사람의 기호와 취향에 맞추어 독특한 맛과 빛깔을 낼 수 있다. 명칭의 유래에 대해서는 여러 가지 설이 있지만, 1795년쯤 미국 루이지애나주 뉴올리언스에 이주해온 페이쇼라는 약사가 달걀 등을 넣은 음료를 조합해서 만들어서 프랑스어의 coquetier라고 부른 데서 비롯되었다는 설이 유력하다. (혼합한 술에 닭 꼬리깃털(cock-tail)이 올려져 만들어진 단어라는 등의 설이 있다) 혼성음료를 만드는 습관은 미국에서 시작된 것이 아니고, 인도나 페르시아에서 펀치라는 혼성음료를 만들며 생겨났다. 그것이 스페인 사람에 의해 유럽으로 전파됐다고 한다. 대한민국에 들어온 것은 그 연대가 확실하지 않으나 미국대사관이 다 지어졌을 때 만들어진 것으로 보이며, 대중화된 것은 8 ·15광복 후로 보인다.

## 어원
칵테일(cock tail)을 직역하면 '수탉의 꼬리'라는 뜻이다. 어원으로 여러 설이 있지만, 정확한 기록이나 증거는 없어 실제 어원에 대해서는 추측만 할 뿐이다.

## 역사

### 고대 ~ 중세
맥주에다 벌꿀이나 과즙을 타서 마셨고 로마시대 때에는 포도주에다 물을 타서 마셨다. 이렇게 간단하게 섞어서 마신 원시적인 방법이 칵테일의 시작이며, 이때는 쉐이커나 믹싱 글라스 등의 기구를 사용한 것이 아니라 그냥 재료를 섞어서 맛을 변화시켜 마신 것이 전부였다. 중세에는 추위를 이기기 위하여 향료를 섞어 뜨겁게 마셨으며, 아라크에다 설탕, 물, 라임, 향료를 섞은 펀치가 만들어졌다. 이때까지 양조주만을 주재료로 하여 섞어 마시던 것이 중세에 들어서 연금술사들이 만든 증류주로 인하여 믹스드 드링크에도 큰 발전이 시작되었다. 18세기 중반에 들어서서 이런 혼합 음료를 칵테일이라는 이름으로 부르게 되었다.

### 근대 ~ 현대
제1차 세계 대전 때 미군들이 유럽에 보급시켰고, 20세기 초반 미국의 금주법 시대때 일자리를 잃은 많은 바텐더들이 유럽으로 건너가서 유럽에 칵테일을 활성화 시켰다. 얼음을 사용한 칵테일이 대중화된 것은 19세기 후반 독일의 카알 폰 린데가 인공 제빙기를 개발하면서부터이다. 한국은 8.15 광복과 함께 서양 문물이 들어오고 6.25전쟁 이후 미군들에 의해서 칵테일이 서서히 보급되기 시작하여 오늘날에 이르고 있다.

## 종류

### 압생트
- Corpse Reviver | 콥스 리바이버
- Death in the Afternoon | 데스 인 더 에프터 눈/ 오후의 죽음
- Earthquake | 어스 퀘이크
- Green Russians | 그린 러시안
- Green Vesper | 그린 베스퍼
- The Modernista | 더 모더니스타
- Moloko Plus | 모로코 플러스
- Monkey Gland | 몽키 글랜드
- Sazerac | 세자릭

### 맥주 칵테일
- Black and Tan | 블랙 앤드 탠
- Black Velvet | 블랙 벨벳
- Boilermaker | 보일러메이커
- Brass Monkey | 브레스 몽키
- Gose | 고우스
- Hangman's Blood | 행맨스 블러드
- Irish Car Bomb | 아이리쉬 카 붐
- Michelada | 미첼라다
- Porchcrawler |
- Sake Bomb | 사케 붐
- Shandy | 샌디
- Snakebite | 스네이크바이트
- U-Boot | 유- 보트

### 브랜디 또는 코냑
- B & B | 비앤비
- The Blenheim | 더 블레넘
- Brandy Alexander | 브랜디 알렉산더
- Manhattan | 멘하튼
- Brandy Sour | 브랜디 사워
- Sour | 사워
- Chicago Cocktail | 시카고 칵테일
- Curacao Punch | 크라사우 펀치
- Joe Gilmore | 조 길모어
- French Connection | 프랜치 커넥션
- Hennchata |
- Horse's Neck | 호세스 네크
- Incredible Hulk | 인크레더블 헐크
- Jack Rose | 잭 로스
- Nikolaschka | 니콜라시카
- Orgasm | 오르가슴
- Panama | 파나마
- Paradise | 파라다이스
- Pisco Sour | 피스코 사워
- Highball | 하이볼
- Porto flip | 포르토 플립
- Savoy Affair | 사보이 어페어
- Savoy Corpse Reviver | 사보이 콥스 리바이버
- Sazerac | 세자릭
- Sidecar | 사이드카
- Singapore Sling | 싱가포르 슬링
- Stinger | 스팅거
- Tom and Jerry | 톰 앤 제리
- Zombie cocktail | 좀비 칵테일

### 카샤사
- Batida | 바티다
- Caipirinha | 카이피리냐
- Caju Amigo | 카주 아미고
- Leite de Onça |
- Quentão | 깬따웅
- Rabo-de-galo | 라보 디 갈로
- Royce | 로이스

### 샴페인
- Black Velvet | 블랙 벨벳
- Buck's Fizz | 벅스 피즈
- French 75 | 프렌치 75
- Kir Royal | 키르 로얄
- Mimosa | 미모사

### 진
- 20th Century | 20th 센트리
- Alexander | 알렉산더
- Angel Face | 엔젤 페이스
- Aviation | 에비에이션
- Bijou | 비쥬
- Bloodhound | 블러드하운드
- Bronx | 브롱크스
- Casino | 카지노
- French 75 | 프렌치 75
- Gibson | 깁슨
- Gimlet | 김렛
- Gin and tonic | 진 앤드 토닉(진토닉)
- Gin buck | 진 벅
- Gin Fizz | 진 피즈
- Gin pahit | 진 파힛
- Gin Sour | 진 사워
- Hanky-Panky | 행키-팽키
- John Collins | 존 콜린스
- Highball | 하이볼
- The Last Word | 더 레스트 워드
- Lime Rickey | 라임 리키
- Long Island Iced Tea | 롱 아일랜드 아이스드 티
- Lorraine | 로렌
- Marjorama | 마조라마
- Martini | 마티니
- Mickey Slim | 미키 슬림
- My Fair Lady | 마이 페어 레이디
- Negroni | 네그로니
- Old Etonian | 올드 이트니안
- Pall Mall | 폴 몰
- Paradise | 파라다이스
- Pegu | 페구
- Pimm's Cup | 핌즈 컵
- Pink Gin | 핑크 진
- Pink lady | 핑크 레이디
- Ramos Gin Fizz | 라모스 진 피즈
- Royal Arrival | 로얄 어라이벌
- Highball | 하이볼
- Shirley Temple | 셜리 템플
- Singapore Sling | 싱가포르 슬링
- Tom Collins | 톰 콜린스
- Vesper | 베스퍼
- White Lady | 화이트 레이디
- Wolfram | 볼프람

### 우조
- Ouzini

### 럼
- Bacardi | 버카디
- Between the Sheets | 비트윈 더 시트
- Blue Hawaii | 블루 하와이
- Brass Monkey | 브레스 몽키
- Bumbo | 범보
- Bushwacker | 부시웨커
- Caribou Lou | 카리부 루
- Cojito | 코지토
- Corn N' Oil | 콘 엔 오일
- Cuba Libre | 쿠바 리브레
- Culto A La Vida |
- Daiquiri | 다이키리
- Dark and Stormy | 다크 앤드 스토미
- El Presidente | 엘 프레지덴트
- Fish House Punch | 피쉬 하우스 펀치
- Flaming Doctor Pepper | 플레밍 닥터 페퍼
- Flaming volcano | 플레밍 볼케이노
- Fluffy Critter | 플러피 크리터
- The Goldeneye | 더 골든 아이
- Grog | 그러그
- Gunfire | 건파이어
- Havana Cooler | 하바나 쿨러
- Hurricane | 허리케인
- Jack's Shadow | 잭스 쉐도우
- Jagertee | 제거티
- Long Island Iced Tea | 롱 아일랜드 아이스드 티
- Macuá | 마쿠아
- Mai Tai | 마이타이
- Mojito | 모히토
- Painkiller | 페인 킬러
- Piña Colada | 피냐 콜라다
- Planter's Punch | 플랜터스 펀치
- Royal Bermuda | 로얄 버뮤다
- Rum Swizzle | 럼 스위즐
- Staten Island Ferry | 스테이튼 아일랜드 페리
- Sundowner | 선다우너
- Ti' Punch | 타이 펀치
- Tom and Jerry | 톰 앤드 제리
- Tschunk | 청크
- Yellow Bird | 옐로우 버드
- Zombie | 좀비

### 사케
- Ginza Mary | 긴자 마리
- Sake bomb | 사케 붐
- Tamagozake | 다마고자케

### 데낄라
- Bananarita | 바나나리타
- Bloody Aztec | 블러디 아즈텍
- Chimayó Cocktail | 치마요 칵테일
- El Toro Loco Patron and Redbull | 엘 토로 로코 페트론 앤드 레드 불
- Long Island Iced Tea | 롱 아일랜드 아이스드 티
- Margarita | 마르가리타
- Matador | 마타도르
- Paloma | 팔로마
- Slammer Royale | 슬래머 르와이얄
- The T.J. | 더 T.J.
- Tequila and Tonic | 테퀼라 앤드 토닉
- Tequila Mockingbird | 테퀼라 모킹버드
- Tequila Sour | 테퀼라 사워
- Tequila Sunrise | 테퀼라 선라이즈
- Torito Tequila Cocktail | 토리토 테퀼라 칵테일
- Two kids in A Cup | 투 키즈 인 어 컵

### 보드카
- Agent Orange | 에이전트 오렌지
- Appletini | 에플티니
- Astro pop | 아스트로 팝
- Batida | 바티다
- Bay Breeze | 베이 브리즈
- Black Russian | 블랙 러시안
- Bloody Mary | 블러드 메리
- BLT cocktail | BLT 칵테일
- Blue Lagoon | 블루 라곤
- Bull Shot | 불 샷
- Caesar | 시저
- Caipivodka | 카이피보드카
- Cape Codder | 케이프 코더
- Chi-Chi | 치치
- Colombia | 콜럼비아
- Cosmopolitan | 코스모 폴리탄
- Fizzy apple cocktail | 피지 에플 칵테일
- Flirtini | 플리티니
- Godmother | 갓마더
- The Goldeneye | 더 골드 아이
- Greyhound | 그레이 하운드
- Harrogate Nights | 헤로게이트 나이츠
- Harvey Wallbanger | 허베이 월뱅거
- Screwdriver | 스크류 드라이버
- Ice Pick | 아이스 피크
- Kamikaze | 카미카제
- Kensington Court Special | 켄싱턴 코트 스페셜
- Kremlin Colonel | 크렘린 콜로넬
- Lime Rickey | 라임 리키
- Link Up | 링크 업
- Long Island Iced Tea | 롱 아일랜드 아이스드 티
- Moscow Mule | 모스코우 뮬
- Mudslide | 머드 슬라이드
- Orange Tundra | 오렌지 툰드라
- Highball | 하이볼
- Red Lotus | 레드 로터스
- Red Russian | 레드 러시안
- Rose Kennedy | 로스 케네디
- Salmiakki Koskenkorva
- Salty Dog | 셀티 도그
- Screwdriver | 스크류 드라이버
- Sea Breeze | 시 브리즈
- Sex on the Beach | 섹스 온더 비치
- Vesper | 베스퍼
- Gimlet | 짐렛
- Vodka Martini | 보드카 마티니
- Vodka McGovern | 보드카 멕거번
- Vodka Sundowner | 보드카 선다우너
- Vodka Sunrise | 보드카 선라이즈
- Wassa World | 와싸 월드
- White Russian | 화이트 러시안
- woo woo | 우우
- Yorsh | 요르시

### 위스키
- Amber Moon | 엠버 문
- Blue Blazer | 블루 블레이저
- Bobby Burns | 바비 번스
- Bourbon Lancer | 보어본 렌서
- Brooklyn | 브루클린
- Churchill | 처칠
- Farnell | 퍼넬
- Four Horsemen | 포 호스멘
- Irish Coffee | 아이리쉬 커피
- Jack and Coke | 잭 앤드 코크
- Jungle Juice | 정글 쥬스
- Lynchburg Lemonade | 린치버그 레모네이드
- Manhattan | 맨해튼
- Mint Julep | 민트 줄렙
- Missouri Mule | 미소리 뮬
- Nixon | 닉슨
- Old Fashioned | 올드 패션드
- Rob Roy | 랍 로이
- Rusty Nail | 러스티 네일
- Sazerac | 세자릭
- Three Wise Men | 쓰리 와이즈 멘
- Ward 8 | 워드 8
- Whisky Mac | 위스키 멕
- Whiskey sour | 위스키 사워

## 칵테일 제조 기구

### 셰이커(shaker)
- 양주에 시럽 등을 섞고 얼음이 녹지 않게 급히 냉각시키는 역할을 한다. 셰이커가 없으면 텀블러로 대신할 수 있다.

### 믹싱 글라스(mixing glass)
- 셰이커로 혼합해서 맛이 변하는 것을 방지한다.

### 바 스푼(bar spoon)
- 술을 혼합 할 때 쓰는 스푼

### 메저 컵(measure cup)
- 칵테일 제조 시 쓰는 계량 컵

### 스퀴저(squeezer)
- 과일 즙을 짜는 도구

### 스트레이너(strainer)
- 칵테일을 따를 때 얼음이 나오지 않게 해주는 여과기

### 블렌더(Blender)
- 칵테일을 만들 때 사용하는 믹서

### 칵테일 픽(Cocktail Pick)
- 칵테일 장식으로 예전에는 수탉의 꼬리를 썼다는 설이 있다.

### 아이스 페일 & 아이스 텅(Ice Pail & Ice Tong)
- 얼음을 넣는 용기와 집게

### 푸어러 립(Pourer Lip)
- 음료가 튀지 않게 병에 끼는 도구

## 칵테일 제조 기법

### 빌딩(Building)
- 직접 넣어서 제조

### 셰이킹(Shaking)
- 흔들어서 제조

### 블렌딩(Blending)
- 믹서에 넣어 갈아서 제조

### 스티어링(Stirring)
- 바 스푼으로 휘젓어서 제조

### 머들링(Muddling)
- 생과일을 으깨서 제조

### 플로팅 or 레이어링(Floating or Layering)
- 비중이 다른 것을 이용해 술이 섞이지 않고 층을 쌓도록 제조

## 마시는 때와 장소에 따라
- 애피타이저 칵테일(appetizer cocktail)

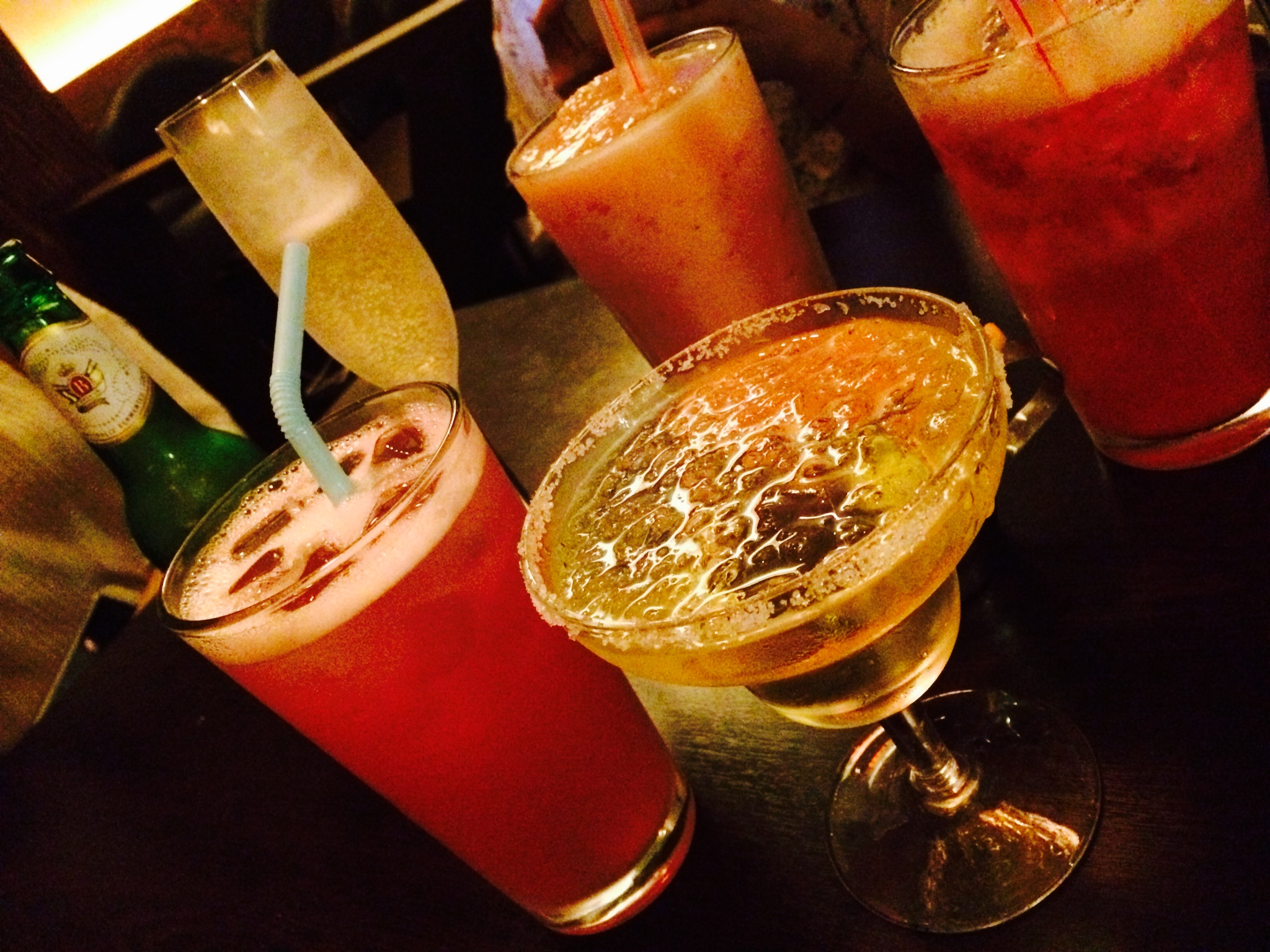

- 크랩 칵테일(crab cocktail)
- 비포 디너 칵테일(before dinner cocktail)
- 애프터 디너 칵테일(after dinner cocktail)
- 서퍼 칵테일(supper cocktail)
- 샴페인 칵테일(champagne cocktail)